# USS Paddle (SS-263)
USS Paddle (SS-263) là một tàu ngầm lớp Gato từng phục vụ cùng Hải quân Hoa Kỳ trong Chiến tranh Thế giới thứ hai. Nó là chiếc tàu chiến duy nhất của Hải quân Hoa Kỳ được đặt cái tên này, theo tên chung các loài trong họ Cá tầm thìa. Nó đã phục vụ trong suốt Thế chiến II, thực hiện tổng cộng tám chuyến tuần tra, đánh chìm năm tàu Nhật Bản, bao gồm một tàu khu trục, với tổng tải trọng 18.798 tấn. Được cho ngừng hoạt động sau khi xung đột chấm dứt vào năm 1946, rồi được huy động trở lại để tiếp tục phục vụ trong giai đoạn Chiến tranh Lạnh vào năm 1956, rồi chuyển cho Brazil để tiếp tục hoạt động như là chiếc Riachuelo (S–15). Con tàu cuối cùng bị đánh chìm như một mục tiêu vào năm 1968. Paddle được tặng thưởng tám Ngôi sao Chiến trận do thành tích phục vụ trong Thế Chiến II.

## Thiết kế và chế tạo
Lớp tàu ngầm Gato được thiết kế cho mục đích một tàu ngầm hạm đội nhằm có tốc độ trên mặt nước cao, tầm hoạt động xa và vũ khí mạnh để tháp tùng hạm đội chiến trận. Con tàu dài 311 ft 9 in (95,02 m) và có trọng lượng choán nước 1.525 tấn Anh (1.549 t) khi nổi và 2.424 tấn Anh (2.463 t) khi lặn. Chúng trang bị động cơ diesel dẫn động máy phát điện để cung cấp điện năng cho bốn động cơ điện, đạt được công suất 5.400 shp (4.000 kW) khi nổi và 2.740 shp (2.040 kW) khi lặn, cho phép đạt tốc độ tối đa 21 hải lý trên giờ (39 km/h) và 9 hải lý trên giờ (17 km/h) tương ứng. Tầm xa hoạt động là 11.000 hải lý (20.000 km) khi đi trên mặt nước ở tốc độ 10 hải lý trên giờ (19 km/h) và có thể hoạt động kéo dài đến 75 ngày và lặn được sâu tối đa 300 ft (90 m).
Lớp tàu ngầm Gato được trang bị mười ống phóng ngư lôi 21 in (530 mm), gồm sáu ống trước mũi và bốn ống phía phía đuôi tàu, chúng mang theo tối đa 24 quả ngư lôi. Vũ khí trên boong tàu gồm một hải pháo 3 inch/50 caliber, và thường được tăng cường một khẩu pháo phòng không Bofors 40 mm nòng đơn và một khẩu đội Oerlikon 20 mm nòng đôi, kèm theo súng máy .50 caliber và .30 caliber. Tiện nghi cho thủy thủ đoàn bao gồm điều hòa không khí, thực phẩm trữ lạnh, máy lọc nước, máy giặt và giường ngủ cho hầu hết mọi người, giúp họ chịu đựng cái nóng nhiệt đới tại Thái Bình Dương cùng những chuyến tuần tra kéo dài đến hai tháng rưỡi.
Paddle được đặt lườn tại xưởng tàu của hãng Electric Boat Company ở Groton, Connecticut vào ngày 1 tháng 5, 1942. Nó được hạ thủy vào ngày 30 tháng 12, 1942, được đỡ đầu bởi bà Goldye S. Fechteler, phu nhân Đô đốc William M. Fechteler, và được cho nhập biên chế cùng Hải quân Hoa Kỳ tại Căn cứ Tàu ngầm Hải quân New London vào ngày 29 tháng 3, 1943 dưới quyền chỉ huy của Hạm trưởng, Trung tá Hải quân Robert Henry Rice.

## Lịch sử hoạt động

### USSPaddle
Sau khi hoàn tất việc chạy thử máy huấn luyện tại các vùng biển ngoài khơi New London, Connecticut và Newport, Rhode Island, Paddle chuẩn bị để được điều động sang khu vực Mặt trận Thái Bình Dương. Nó khởi hành từ Căn cứ Tàu ngầm Hải quân New London vào ngày 8 tháng 6, 1943, băng qua kênh đào Panama và đi đến Trân Châu Cảng vào ngày 5 tháng 7. Đặt căn cứ tại đây trong hai chuyến tuần tra đầu tiên, nó còn tham gia huấn luyện chống tàu ngầm cho các tàu khu trục và được trang bị dụng cụ khảo sát thời tiết.

#### Chuyến tuần tra thứ nhất
Trong chuyến tuần tra thứ nhất tại phía Nam Nhật Bản từ ngày 20 tháng 7 đến ngày 12 tháng 9, 1943, Paddle phóng ngư lôi đánh trúng một tàu chở hàng vào ngày 13 tháng 8, nhưng không thể đánh giá kết quả do bị các tàu hộ tống đối phương tấn công ráo riết bằng mìn sâu trong suốt 13 giờ tiếp theo. Đến ngày 19 tháng 8, đang khi tuần tra ngoài khơi bờ biển Nhật Bản, máy bay tuần tra đối phương đã gây hư hại nhẹ cho chiếc tàu ngầm khi ném bảy quả bom nhắm vào nó. Chiếc tàu ngầm nhanh chóng sửa chữa những hư hại, rồi đánh chìm đưởc chiếc tàu chở hành khách Ataka Maru (5.248 tấn) chỉ bốn ngày sau đó.

#### Chuyến tuần tra thứ hai
Trong chuyến tuần tra thứ hai từ ngày 17 tháng 10 đến ngày 9 tháng 11, Paddle làm nhiệm vụ quan trắc thời tiết ngoài khơi Nauru phục vụ cho các chiến dịch không kích của tàu sân bay xuống các quần đảo Gilbert và Marshall hỗ trợ cho cuộc đổ bộ lên Tarawa. Nó cũng làm nhiệm vụ dẫn đường cho máy bay ném bom Không lực Hoa Kỳ ném bom xuống Tarawa, và phóng ngư lôi tấn công chiếc tàu chở dầu Nippon Maru ngoài khơi Eniwetok, nhưng không thể đánh giá kết quả do bị các t5au khu trục hộ tống phản công.

#### Chuyến tuần tra thứ ba
Sau khi được đại tu tại vùng bờ Tây, Paddle khởi hành từ Trân Châu Cảng vào ngày 19 tháng 3, 1944 cho chuyến tuần tra thứ ba tại các vùng biển Đông Ấn thuộc Hà Lan và phía Nam Philippines. Vào đêm 16 tháng 4, nó tấn công một đoàn tàu ba chiếc được bốn tàu hộ tống bảo vệ, phóng ngư lôi đánh chìm được chiếc tàu chở hành khách Mito Maru (7.061 tấn) và tàu buôn Hino Maru số 1 (2.671 tấn). Nạp lại ngư lôi, nó tiếp tấn công một tàu chở dầu vừa mới gia nhập đoàn tàu cùng các tàu hộ tống. Nó kết thúc chuyến tuầ tra khi về đến căn cứ Fremantle, Australia vào ngày 12 tháng 5.

#### Chuyến tuần tra thứ tư
Trong chuyến tuần tra thứ tư từ ngày 5 tháng 6 đến ngày 29 tháng 7, Paddle thoạt tiên hoạt động trinh sát các lối tiếp cận phía Đông của vịnh Davao nhằm phát hiện sự di chuyển của hạm đội đối phương trong khi diễn ra cuộc đổ bộ lên Saipan. Bị hư hại do trúng bom trong biển Celebes vào ngày 30 tháng 6, nó nhanh chóng sửa chữa rồi đến ngày 6 tháng 7 đã tấn công một đoàn tàu vận tải, phóng trúng hai ngư lôi vào một tàu buôn và đánh chìm được chiếc tàu khu trục Hokaze trước khi lặn xuống để né tránh phản công.

#### Chuyến tuần tra thứ năm
Sau khi được tái trang bị tại Fremantle, Paddle tiến hành chuyến tuần tra thứ năm từ ngày 22 tháng 8 đến ngày 25 tháng 9 tại khu vực biển Sulu, nhưng không tìm thấy mục tiêu phù hợp. Đến ngày 7 tháng 9, nó tấn công và đánh chìm chiếc tàu chở hàng SS Shin'yō Maru (2.518 tấn) cùng gây hư hại cho một tàu buôn khác trong đoàn tàu. Chiếc tàu ngầm đã không biết rằng Shin'yō Maru đang vận chuyển 750 tù binh chiến tranh Đồng Minh hướng đến Manila. Khi chiếc tàu địa ngục sắp đắm, lính canh Nhật và các tàu tuần tra đi kèm đã xả súng máy giết hại các tù binh, chỉ còn lại 83 người sống sót khi họ đặt chân lên bờ và được quân du kích Philippines cứu giúp.

#### Chuyến tuần tra thứ sáu
Trong chuyến tuần tra thứ tư từ ngày 3 tháng 10 đến ngày 1 tháng 11, Paddle hoạt động tuần tra tại khu vực Mios Woendi thuộc quần đảo Schouten và làm nhiệm vụ tìm kiếm và giải cứu ngoài khơi Balikpapan. Nó chỉ đánh chìm được ba tàu nhỏ bằng hải pháo trước khi quay trở về căn cứ Fremantle để được tái trang bị.

#### Chuyến tuần tra thứ bảy
Xuất phát từ Fremantle vào ngày 25 tháng 11 cho chuyến tuần tra thứ bảy, Paddle hoạt động chủ yếu trong khu vực biển Đông về phía Đông đảo Luzon, Philippines. Nó phối hợp cùng tàu ngầm Hammerhead (SS-364) trong việc đánh chìm tàu chở dầu Shoei Maru (2.854 tấn) vào ngày 8 tháng 12, rồi gây hư hại cho một tàu khu trục trục đối phương trước khi kết thúc chuyến tuần tra tại Trân Châu Cảng vào ngày 18 tháng 1, 1945.

#### Chuyến tuần tra thứ tám
Sau khi được đại tu tại San Francisco, Paddle trải qua một giai đoạn huấn luyện tại Trân Châu Cảng trước khi lên đường vào ngày 15 tháng 5, 1945 cho chuyến tuần tra thứ tám, cũng là chuyến cuối cùng. Nó hoạt động tại các khu vực biển Hoa Đông và Hoàng Hải, nhưng lúc này đã hầu như vắng bóng các tàu buôn. Con tàu đã phá hủy những quả thủy lôi trôi nổi trên biển, và phá hủy tám tàu buồm và tàu gác nhỏ bằng hải pháo.
Sau khi quay trở về Guam Guam để tái trang bị vào ngày 18 tháng 7, Paddle lên đường vào ngày 13 tháng 8 để hoạt động tìm kiếm và giải cứu ngoài khơi phía Nam đảo Honshū, Nhật Bản. Nó vẫn đang trên đường đi khi Nhật Bản chấp nhận đầu hàng vào ngày 15 tháng 8, giúp chấm dứt vĩnh viễn cuộc xung đột. Con tàu khởi hành đi Midway vào ngày 17 tháng 8, rồi tiếp tục hành trình dài quay trở về vùng bờ Đông, đi đến Staten Island tại thành phố New York vào ngày 30 tháng 9. Nó được cho xuất biên chế tại New London, Connecticut vào ngày 1 tháng 2, 1946, và được đưa về Hạm đội Dự bị Đại Tây Dương

### Riachuelo(S-15)
Được cho tái biên chế trở lại vào ngày 31 tháng 8, 1956, Paddle được tân trang và hiện đại hóa; rồi xuất biên chế vào ngày 18 tháng 1, 1957 đồng thời chuyển giao cho Brazil trong khuôn khổ Chương trình Viện trợ Quân sự. Con tàu phục vụ cùng Hải quân Brazil như là chiếc Riachuelo (S-15), tên được đặt theo trận Riachuelo trong cuộc Chiến tranh Paraguay. Nó ngừng hoạt động vào tháng 3, 1968, được rút tên khỏi danh sách Đăng bạ Hải quân Hoa Kỳ vào ngày 30 tháng 6, 1968, và bị tháo dỡ để làm nguồn phụ tùng rồi cuối cùng bị đánh chìm như một mục tiêu.

## Phần thưởng
Paddle được tặng thưởng tám Ngôi sao Chiến trận do thành tích phục vụ trong Thế Chiến II. Nó được ghi công đã đánh chìm năm tàu Nhật Bản, bao gồm một tàu khu trục, với tổng tải trọng 18.798 tấn.
|  |                                                       |  |
|  | Silver star · Bronze star · Bronze star · Bronze star |  |

| Dãi băng Hoạt động Tác chiến  |                                                                         |                                      |
| Huân chương Chiến dịch Hoa Kỳ | Huân chương Chiến dịch Châu Á-Thái Bình Dương với 8 Ngôi sao Chiến trận | Huân chương Chiến thắng Thế Chiến II |